# Bosqueiopsis
Genre
Bosqueiopsis est un genre de plantes à fleurs de la famille des Moraceae.

## Liste d'espèces
Selon The Plant List (28 décembre 2013) :
- Bosqueiopsis gilletii De Wild. & T.Durand

Selon Tropicos (28 décembre 2013) (Attention liste brute contenant possiblement des synonymes) :
- Bosqueiopsis carvalhoana Engl.
- Bosqueiopsis gilletii De Wild. & T. Durand
- Bosqueiopsis lujae De Wild.
- Bosqueiopsis parvifolia Engl.